# Jugendamtsurkunde
Jugendamtsurkunde ist eine von einer Urkundsperson des Jugendamts errichtete Urkunde. Die Beurkundung gehört in Deutschland zu den „anderen Aufgaben“ der Kinder- und Jugendhilfe im Sinne des Dritten Kapitels des Achten Buchs Sozialgesetzbuch (SGB VIII). Rechtsgrundlage sind § 59, § 60 SGB VIII in Verbindung mit dem Beurkundungsgesetz (§ 1 Abs. 2 BeurkG).

## Zulässiger Inhalt
Außer den Notaren, anderen Urkundspersonen oder sonstigen Stellen für öffentliche Beurkundungen sind die Urkundspersonen der Jugendämter befugt, bestimmte Erklärungen zu beurkunden. 
Jugendamtsurkunden, welche die Verpflichtung zur Erfüllung von Unterhaltsansprüchen betreffen und in welchen der Schuldner sich der sofortigen Zwangsvollstreckung unterworfen hat, sind Vollstreckungstitel (§ 60 SGB VIII, § 794 Abs. 1 Nr. 5 ZPO).
Die Urkundsperson beim Jugendamt ist gem. § 59 Abs. 1 Satz 1 Nr. 1–9 SGB VIII befugt, folgende Erklärungen zu beurkunden:
1. die Erklärung, durch die die Vaterschaft anerkannt oder die Anerkennung widerrufen wird, die Zustimmungserklärung der Mutter sowie die etwa erforderliche Zustimmung des Mannes, der im Zeitpunkt der Geburt mit der Mutter verheiratet ist, des Kindes, des Jugendlichen oder eines gesetzlichen Vertreters zu einer solchen Erklärung (Erklärungen über die Anerkennung der Vaterschaft),
2. die Erklärung, durch die die Mutterschaft anerkannt wird, sowie die etwa erforderliche Zustimmung des gesetzlichen Vertreters der Mutter zu beurkunden (§ 44 Abs. 2 des Personenstandsgesetzes),
3. die Verpflichtung zur Erfüllung von Unterhaltsansprüchen eines Abkömmlings oder seines gesetzlichen Rechtsnachfolgers, sofern der Abkömmling zum Zeitpunkt der Beurkundung das 21. Lebensjahr noch nicht vollendet hat,
4. die Verpflichtung zur Erfüllung von Ansprüchen auf Betreuungsunterhalt (§ 1615l BGB), auch des gesetzlichen Rechtsnachfolgers,[1]
5. die Bereiterklärung der Adoptionsbewerber zur Annahme eines ihnen zur internationalen Adoption vorgeschlagenen Kindes (§ 7 Abs. 1 des Adoptionsübereinkommens-Ausführungsgesetzes),
6. den Widerruf der Einwilligung des Kindes in die Annahme als Kind (§ 1746 Abs. 2 BGB),
7. die Erklärung, durch die der Vater auf die Übertragung der Sorge verzichtet (§ 1747 Abs. 3 Nr. 2 BGB),
8. die Sorgeerklärungen (§ 1626a Abs. 1 Nr. 1 BGB) sowie die etwa erforderliche Zustimmung des gesetzlichen Vertreters eines beschränkt geschäftsfähigen Elternteils (§ 1626c Abs. 2 BGB),
9. eine Erklärung des auf Unterhalt in Anspruch genommenen Elternteils im vereinfachten Verfahren nach § 252 des FamFG.[2]

### Erfüllung von Unterhaltsansprüchen
Die Jugendamtsurkunde bietet bei einem Mindestmaß an Kooperation sowohl für die Gläubiger- als auch für die Schuldnerseite eine dauerhafte Regelungschance. Sie ist die einfachste und kostengünstige Möglichkeit zur außergerichtlichen Titulierung und Absicherung des unterhaltsbedürftigen Kindes durch eine einseitige Anerkennung von (Teil-)Unterhalt.

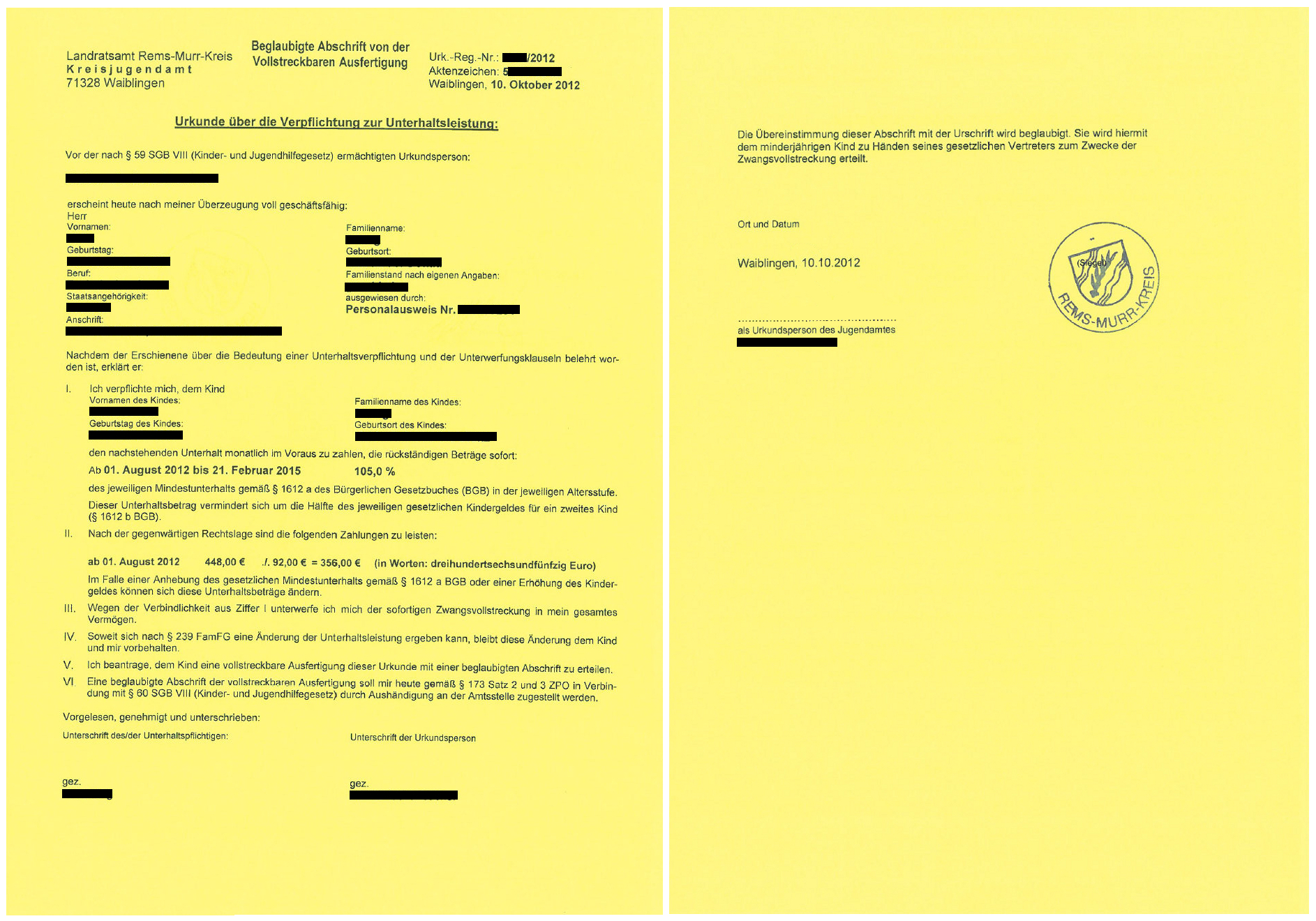
Jugendamtsurkunde über die Verpflichtung zur Unterhaltsleistung mit Unterwerfung unter die sofortige Zwangsvollstreckung (Ziff. III).

Aus Urkunden, die eine Unterhaltsverpflichtung zum Gegenstand haben und von einem Beamten oder Angestellten des Jugendamts innerhalb der Grenzen seiner Amtsbefugnisse in der vorgeschriebenen Form aufgenommen worden sind, findet gem. § 60 Satz 1 SGB VIII die  Zwangsvollstreckung statt, wenn die Erklärung die Zahlung einer bestimmten Geldsumme betrifft und der Schuldner sich in der Urkunde der sofortigen Zwangsvollstreckung unterworfen hat. Sie müssen einen vollstreckungsfähigen Inhalt haben, also sowohl den zu zahlenden Unterhaltsbetrag genau beziffern als auch das anzurechnende Kindergeld konkret bezeichnen.
Gegenstand einer Jugendamtsurkunde können gem. § 60 Satz 1, § 59 Abs. 1 Satz 1 Nummer 3 und 4 SGB VIII die Verpflichtung zur Erfüllung von Kindesunterhalt sein, sofern das Kind zum Zeitpunkt der Beurkundung das 21. Lebensjahr noch nicht vollendet hat sowie die Verpflichtung zur Erfüllung von Unterhaltsansprüchen von ledigen Müttern und Vätern aus Anlass der Geburt (§ 1615l BGB).
Auf die Zwangsvollstreckung finden die Vorschriften über vollstreckbare Urkunden (§ 794 Abs. 1 Nr. 5 ZPO) entsprechende Anwendung. Die vollstreckbare Ausfertigung erteilt der Beamte oder Angestellte des Jugendamts, denen die Beurkundung der Verpflichtungserklärung übertragen ist. Vollstreckungsschutz gewährt das für das Jugendamt zuständige Amtsgericht (§ 60 Satz 3 Nr. 1 und 2 SGB VIII).
Die Beteiligten eines Unterhaltsverhältnisses können im gegenseitigen Einvernehmen einen bestehenden gerichtlichen oder urkundlichen Unterhaltstitel außergerichtlich durch eine neue vollstreckbare Jugendamtsurkunde wegen nachträglicher Veränderungen nach den Grundsätzen über die Störung der Geschäftsgrundlage (§ 313 BGB) ersetzen.
Endet oder verringert sich die Unterhaltspflicht, beispielsweise durch hinreichenden Eigenverdienst des Kindes, Mithaftung des anderen Elternteils ab dem 18. Geburtstag des Kindes oder verminderte Leistungsfähigkeit des Unterhaltsschuldners, wird die Jugendamtsurkunde dadurch keineswegs automatisch geändert oder unwirksam. Der Unterhaltsschuldner muss daher in solchen Fällen darauf drängen, dass der Unterhaltsgläubiger freiwillig ganz oder zum Teil auf die Rechte aus der Urkunde verzichtet. Geschieht dies nicht, muss der Schuldner ggf. eine gerichtliche Abänderung des Titels verlangen. Sonst läuft er Gefahr, dass gegen ihn vollstreckt wird, obwohl er nichts mehr schuldig ist.